# بورتوفيرايو
بورتوفيرايو، (بالإنجليزية: Portoferraio)، (الإيطالية:pɔrtoferˈraːjo)، هي (بلدية) في مقاطعة ليفورنو، على حافة ميناء جزيرة إلبا ، الذي يُعرف باسمه. إنها أكبر مدينة في الجزيرة. بسبب تضاريسها، تقع العديد من مبانيها على سفوح تلة صغيرة تحدها ثلاث جهات عن طريق البحر .

## السكان
في سنة 1861 بلغ عدد السكان 5٬057 نسمة، وتطور العدد ليصل في سنة 2011 لـ 11٬641 نسمة.
يظهر هذا المخطط البياني تطور النمو السكاني لـ بورتوفيرايو

## أعلام
- فرانسيسكو كوستا